# Сражение при Горреум Марги
Сражение при Горреум Марги — состоявшееся в 505 году во время остгото-гепидской войны сражение, в котором войско Мунда и остготского комита Питцы одержало победу над византийским войском под командованием военного магистра Иллирика Флавия Сабиниана.

## Описание
Основными нарративными источниками о сражении при Горреум Марги являются «О происхождении и деяниях гетов» Иордана и хроника Марцеллина Комита. Сведения, связанные с битвой, содержатся также в трудах Эннодия и Кассиодора.
В 504 году между правителем Остготского королевства Теодорихом Великим и королём гепидов Тразарихом произошёл серьёзный конфликт. Хотя по свидетельству Эннодия и Кассиодора накануне столкновения гепидские послы находились при остготском королевском дворе в Равенне и предъявляли Теодориху неприемлемые с его точки зрения требования, инициатором войны современные историки считают правителя остготов. Вероятно, находившийся на вершине своего могущества Теодорих намеревался возвратить себе власть над Сирмием, который принадлежал остготам до 474 года, а затем с согласия византийцев был столицей королевства гепидов.
В качестве исполнителя своей воли король остготов послал в поход на гепидов комита Питцу. Тот во главе войска из двух тысяч пеших воинов и пятисот всадников выступил в Иллирик и разгромил у Сирмия войско Тразариха и его союзников, гепидов Гундерита и булгар. Король Тразарих бежал с поля боя, а Сирмий был захвачен остготами. Среди пленённых здесь была и мать правителя гепидов.
Вскоре после победы над гепидами всё ещё остававшийся в Паннонии Питца получил послание от Мунда, который просил военачальника остготов оказать ему помощь в войне с византийцами. Мунд был предводителем войска из крестьян и разбойников, нападавшим как на земли гепидов, так и на области Византийской империи. Для того чтобы положить конец этим нападениям, в 505 году император Анастасий I послал против Мунда большое войско во главе с военным магистром Иллирика Флавием Сабинианом, поручив его командованию 10 000 воинов, включая отряд булгар. У местечка Горреум Марги (современная Чуприя) войско Мунда и византийцы вступили в сражение. Первоначально преимущество было на стороне Сабиниана, и он одержал бы победу, если бы не своевременное появление на поле боя остготов. Предпринятая ими неожиданная атака на войско византийцев обратила его в бегство. В результате сражения погибло множество воинов Сабиниана. Сам же военачальник сумел спастись бегством, сопровождаемый лишь несколькими приближёнными людьми. Победителям достался весь обоз византийцев с оружием и продовольствием.
Победы при Сирмии и Горреум Марги не только позволили остготам установить власть над землями вокруг Сирмия, но и присоединить к своим владениям территории бывших римских провинций Паннонии Второй и Верхней Мёзии с городом Сингидуном. Эти завоевания привели к конфликту между королевством остготов и Византийской империей, окончательно урегулированному только в 510 году.